# Peichin Takahara
Pour les articles homonymes, voir Takahara.
Takahara Shinun Ho (1683 - 1760) était un moine bouddhiste Shaolin, astronome et cartographe, et expert en arts martiaux.

## Biographie
Il est né dans le village d'Akata, province de Shuri, Okinawa.
Il était issu d'une famille de la haute société féodale okinawaienne, et avait donc une très bonne éducation.
Sakugawa est venu respectueusement lui demander de devenir son disciple en arts du combat, et il accepta.
Il établit une "éthique" du parfait combattant, en trois points:
- "Ijo" : Compassion, humilité, et modestie.
- "Fo" : sérieux, dévotion, et renoncement.
- "Katsu" : compréhension profonde de l'essence des techniques.

Il voyait les Arts martiaux comme un mode de vie.
Il est considéré comme étant le fondateur de l'Okinawa-Te (Te signifie main).
Il accordait une importance primordiale aux katas et à leur signification. Selon lui, les katas étaient des outils efficaces pour comprendre et tester les techniques de combat.
Chatan Yara était un de ses Maîtres et "Tode" Sakugawa, son principal disciple.
Vers la fin de sa vie le Titre honorifique de "Peichin" lui fut accordé par le roi, pour services rendus au pays.